# Metrarabdotos sergipensis
Metrarabdotos sergipensis is een mosdiertjessoort uit de familie van de Metrarabdotosidae. De wetenschappelijke naam van de soort werd voor het eerst geldig gepubliceerd in 2009 door Santana, Ramalho & Gumarães.